# Pinheiro Grande
Pinheiro Grande é uma povoação portuguesa do Município da Chamusca que foi sede da extinta Freguesia de Pinheiro Grande, freguesia que tinha 31,83 km² de área e 939 habitantes (2011), e, por isso, uma densidade populacional de 29,5 hab/km².
A Freguesia de Pinheiro Grande foi extinta em 2013, no âmbito de uma reforma administrativa nacional, tendo sido agregada à Freguesia de Chamusca para formar uma nova freguesia denominada União das Freguesias de Chamusca e Pinheiro Grande com a sede em Chamusca.

## População
| População da freguesia de Pinheiro Grande | População da freguesia de Pinheiro Grande | População da freguesia de Pinheiro Grande | População da freguesia de Pinheiro Grande | População da freguesia de Pinheiro Grande | População da freguesia de Pinheiro Grande | População da freguesia de Pinheiro Grande | População da freguesia de Pinheiro Grande | População da freguesia de Pinheiro Grande | População da freguesia de Pinheiro Grande | População da freguesia de Pinheiro Grande | População da freguesia de Pinheiro Grande | População da freguesia de Pinheiro Grande | População da freguesia de Pinheiro Grande | População da freguesia de Pinheiro Grande |
| ----------------------------------------- | ----------------------------------------- | ----------------------------------------- | ----------------------------------------- | ----------------------------------------- | ----------------------------------------- | ----------------------------------------- | ----------------------------------------- | ----------------------------------------- | ----------------------------------------- | ----------------------------------------- | ----------------------------------------- | ----------------------------------------- | ----------------------------------------- | ----------------------------------------- |
| 1864                                      | 1878                                      | 1890                                      | 1900                                      | 1911                                      | 1920                                      | 1930                                      | 1940                                      | 1950                                      | 1960                                      | 1970                                      | 1981                                      | 1991                                      | 2001                                      | 2011                                      |
| 2 248                                     | 2 318                                     | 2 638                                     | 3 074                                     | 3 410                                     | 3 446                                     | 3 640                                     | 3 934                                     | 3 438                                     | 4 092                                     | 3 744                                     | 3 438                                     | 1 114                                     | 1 051                                     | 939                                       |

Com lugares desta freguesia foi criada pela Lei n.º 107/85,  de 4 de Outubro, a freguesia de Carregueira
| Distribuição da População por Grupos Etários | Distribuição da População por Grupos Etários | Distribuição da População por Grupos Etários | Distribuição da População por Grupos Etários | Distribuição da População por Grupos Etários | Distribuição da População por Grupos Etários | Distribuição da População por Grupos Etários | Distribuição da População por Grupos Etários | Distribuição da População por Grupos Etários | Distribuição da População por Grupos Etários |
| -------------------------------------------- | -------------------------------------------- | -------------------------------------------- | -------------------------------------------- | -------------------------------------------- | -------------------------------------------- | -------------------------------------------- | -------------------------------------------- | -------------------------------------------- | -------------------------------------------- |
| Ano                                          | 0-14 Anos                                    | 15-24 Anos                                   | 25-64 Anos                                   | > 65 Anos                                    |                                              | 0-14 Anos                                    | 15-24 Anos                                   | 25-64 Anos                                   | > 65 Anos                                    |
| 2001                                         | 149                                          | 140                                          | 543                                          | 219                                          |                                              | 14,2%                                        | 13,3%                                        | 51,7%                                        | 20,8%                                        |
| 2011                                         | 132                                          | 84                                           | 495                                          | 228                                          |                                              | 14,1%                                        | 8,9%                                         | 52,7%                                        | 24,3%                                        |

Média do País no censo de 2001:  0/14 Anos-16,0%; 15/24 Anos-14,3%; 25/64 Anos-53,4%; 65 e mais Anos-16,4%
Média do País no censo de 2011:   0/14 Anos-14,9%; 15/24 Anos-10,9%; 25/64 Anos-55,2%; 65 e mais Anos-19,0%

## Património
- Igreja de Santa Maria
- Convento de Santo António
- Quinta dos Arneiros
- Ponte da Chamusca